# بدون رابطه
بدونِ رابطه (انگلیسی: No Relations) هفتمین آلبوم استودیویی خواننده آمریکایی لاتویا جکسون است. این آلبوم در سال ۱۹۹۱ اندکی پس از انتشار کتاب زندگی‌نامه لاتویا، لاتویا: بزرگ شدن در خانواده جکسون منتشر شد. این آلبوم فقط در اسپانیا، کلمبیا، آلمان و هلند منتشر شد، اما در سراسر اروپا و سایر نقاط جهان وارد شد.

## منبع
1. ↑  La Toya Jackson - No Relations Album Reviews, Songs & More | AllMusic (به انگلیسی), retrieved 2023-02-09